# مقاطعة كيني (تكساس)
مقاطعة كيني (بالإنجليزية: Kinney  County)‏ هي إحدى المقاطعات في ولاية تكساس، الولايات المتحدة الأمريكية.